# Botung (Sosa)
Botung is een bestuurslaag in het regentschap Padang Lawas van de provincie Noord-Sumatra, Indonesië. Botung telt 795 inwoners (volkstelling 2010).